# Сукіасян Єрванд Гарсеванович
Єрванд Гарсеванович Сукіася́н (вірм. Երվանդ ՍուքիասյանԵրվանդ Սուքիասյան; 20 січня 1967, Єреван, Вірменська РСР, СРСР) — радянський і вірменський футболіст, захисник. Відомий за виступами за єреванський «Арарат», київське «Динамо» і національну збірну Вірменії.

## Клубна кар'єра
Починав виступи в клубі 2-ї ліги СРСР «Олімпія» (Аштарак). У 1987 грав за команду «Олімпія» (Ленінакан), у матчах за яку був помічений селекціонерами «Арарату».
Транзитом через клуб «Котайк» із середини 1988 грав за головний клуб Вірменії.
Після розпаду СРСР виступав за київське «Динамо», проте основним гравцем не став і тому перейшов в команду ЦСКА-Борисфен (Київ), де провів 2 сезони.
У 1995 перебрався з України в Австрію і провів півсезону за клуб «Тіроль».
З 1996 грав у Греції — спочатку за «Кавалу», потім за «Іракліс».
У 1998—2001 провів 3 сезони за клуб 3-ї ліги Німеччини «Клоппенбург».
У 2001 повернувся в Грецію, де грав за клуби «Леонідас» (Корфу), «Керкіра» і «Докса» (Драма).

## Досягнення
- «Динамо» (Київ)
  - Чемпіон України: 1992/93
  - Срібний призер чемпіонату України: 1992
  - Володар Кубка України: 1992/93